# كورتيس باكلي
كورتيس باكلي (بالإنجليزية: Curtis Buckley)‏ هو لاعب كرة قدم أمريكية أمريكي، ولد في 25 سبتمبر 1970 في أوكدل في الولايات المتحدة.

## وصلات خارجية
- كورتيس باكلي على موقع مرجع كرة القدم المحترفة.كوم (الإنجليزية)